# Търчова
Търчова (на словенски: Trčova) е село в Словения, Подравски регион, община Марибор. Според Националната статистическа служба на Република Словения през 2002 г. селото има 687 жители.